# تریکی (موسیقی‌دان)
تریکی (انگلیسی: Tricky (musician)؛ زادهٔ ۲۷ ژانویهٔ ۱۹۶۸) یک موسیقی‌دان، خواننده رپ و بازیگر اهل بریتانیا است. وی از سال ۱۹۸۵ میلادی تاکنون مشغول فعالیت بوده‌است.
از فیلم‌ها یا برنامه‌های تلویزیونی که وی در آن نقش داشته است می‌توان به عنصر پنجم اشاره کرد.